# John Merricks
John Merricks (Leicester, 16 de fevereiro de 1971 - 15 de outubro de 1997) foi um velejador britânico.

## Carreira
John Merricks representou seu país nos Jogos Olímpicos de 1996 na qual conquistou uma medalhas de prata na classe 470. 